# Korintský záliv
Korintský záliv (řecky Κορινθιακός κόλπος) je protáhlý výběžek Jónského moře, který odděluje poloostrov Peloponés od Fókidy a Boiótie v pevninské části Řecka. Měří na délku 127 km a v nejširším místě má 32 km. Na západě je spojen s Patraským zálivem 2,5 km širokým průlivem Rion, přes který byl roku 2004 postaven Most Rio-Antirio, nejdelší samonosný dálniční most na světě. Na východním konci záliv uzavírá Korintská šíje, která však byla roku 1893 přetnuta průplavem, takže lodi ze zálivu mohou proplouvat do Egejského moře.
Záliv je pojmenován podle starobylého města Korintu ležícího na jeho východním pobřeží. Dalšími významnými přístavy jsou Nafpaktos, Aigio a Xylokastro, k rekreaci slouží přímořská letoviska Loutraki a Diakopto. Na severním pobřeží se nachází horské pásmo Parnas. Do Korintského zálivu se vlévají řeky Mornos, Volianios, Selemnos a Vouraikos. Ve vodách zálivu se nachází řada ostrůvků, jediným obydleným je Trizonia.
Maximální hloubka moře činí 935 metrů. Záliv leží na zlomu mezi Eurasijskou a Egejskou deskou a rozšiřuje se o centimetr ročně. Oblast je seizmicky velmi aktivní.
Specifické ekologické podmínky umožňují bohatý mořský život, žijí zde delfín obecný, delfín pruhovaný, plískavice šedá, plejtvák myšok, soltýn barakuda, parmice nachová, kareta obecná, chobotnice pobřežní, kyjovka šupinatá a další druhy.
Roku 429 př. n. l. zde došlo k jedné z námořních bitev v rámci peloponéské války, v níž Athéňané porazili spartského vojevůdce Brásida. V roce 873 zde proběhla bitva v Korintském zálivu, v níž Byzantská říše porazila loďstvo Krétského emirátu. Strategicky významný přístav Nafpaktos byl za vlády Benátčanů známý pod názvem Lepanto, odehrála se zde roku 1571 proslulá bitva u Lepanta.